# Angélica Aragón
Angélica Aragón  (Mexikóváros, Mexikó, 1953. július 11. –) mexikói színésznő.

## Élete és pályafutása
Angélica Espinoza Stransky néven született 1953. július 11-én Mexikóvárosban. Szülei José Ángel Espinoza Aragón és Sonya Stransky. 1985-ben főszerepet kapott a Vivir un poco című telenovellában. 1990-ben a Días sin luna című sorozatban játszott főszerepet.

## Filmográfia

### Telenovellák
- A corazón abierto … Elena Carrera (2011)
- Ni una vez más (Többet soha) … Azalea (2005-2006)
- Mirada de mujer: El regreso (Női pillantás) … María Inés Domínguez de San Millán (2003)
- Por ti … (2002)
- Todo por amor … Carmen (2000)
- Marea brava … (1999)
- La chacala … Mujer Misteriosa (1998)
- Mirada de mujer (Női pillantás) … María Inés Domínguez de San Millán (1997)
- Cañaveral de pasiones … Josefina Rosales de Montero (1996)
- Más allá del puente … Soledad ``Chole´´ Buenrostro (1994)
- Agujetas de color de rosa … Bertha (1994)
- De frente al sol  … Soledad ``Chole´´ Buenrostro (1992)
- En carne propia … Magdalena Ovalle de Muriel  (1990)
- Días sin luna … Lucía Álvarez (1990)
- La casa al final de la calle … Leonor Altamirano Nájera (1989)
- Cuna de lobos … Amelia Larios  (1986)
- Vivir un poco … Andrea Santos de Merisa Obregón (1985)
- Principessa … Fernanda #1 (1984)
- La fiera …  La Costeña (1983)
- Chispita … Lucía / María Luisa (1983)
- Vanessa … Luisa (1982)
- El hogar que yo robé … Genoveva Velarde (1981)
- Sandra y Paulina … Isabel  (1980)
- El amor tiene cara de mujer (1971)

### Filmek
- El quinto mandamiento (2012)
- Tequila (2011)
- El atentado (2010)
- Recién cazado (2010)
- Todos hemos pecado (2009)
- Guadalupe  (2006)
- La mujer de mi hermano  (2005)
- Tres  (2005)
- Zapata: El sueño de un héroe (2004)
- Desnudos  (2004)
- El crimen del padre Amaro  (2002)
- ¿Y si Cristóbal despierta?  (2000)
- El grito (Blanca szerepében) (2000)
- Crónica de un desayuno (Paloma szerepében) (1999)
- Sexo, pudor y lágrimas (1999)
- Entre la tarde y la noche  (1999)
- Fibra óptica (1998)
- Ámbar (Adrianina szerepében) (1997)
- De muerte natural  (1996)
- En el aire (Teresa szerepében) (1995)
- Cilantro y perejil   (1995)
- Sucesos distantes   (1994)
- Novia que te vea  (1993)
- Gertrudis Bocanegra  (1992)
- Pueblo de madera  (1990)
- Goitia, un dios para sí mismo  (1988)
- La furia de un dios  (1987)
- Lamberto Quintero   (1987)
- Sabor a mí  (1987)